# Sophie McShera
Sophie McShera (Bradford, West Yorkshire, Inglaterra, 17 de mayo de 1985) es una actriz británica conocida por interpretar a Daisy Mason en la serie Downton Abbey, a Ros McCainen la quinta temporada de Waterloo Road y a Drizella Tremaine en la película La Cenicienta.

## Filmografía
| Año       | Obra                       | Personaje                  | Notas               |
| --------- | -------------------------- | -------------------------- | ------------------- |
| 2007      | Emmerdale                  | Danielle Hollywell         | 2 episodios         |
| 2008      | Doctors                    | Mandy Fairfield            | 1 episodio          |
| 2008      | Survivor                   | Cathy                      | 1 episodio          |
| 2009      | Waterloo Road              | Ros McCain                 | 19 episodios        |
| 2010-2015 | Downton Abbey              | Daisy Robinson-Daisy Mason |                     |
| 2013-2015 | The Job Lot                | Brionia                    | Serie de televisión |
| 2013      | Carretera a Dhampus        | Ginny Topham               |                     |
| 2013      | Bradford: A City of Dreams | Narradora                  | Serie de televisión |
| 2015      | La Cenicienta              | Drisella Tremaine          | Película            |
| 2015      | Galavant                   | Gwynne                     | Serie de televisión |
| 2015      | Inside No. 9               | Tina                       | Serie de televisión |
| 2019      | Downton Abbey              | Daisy Robinson-Daisy Mason |                     |